# Svendborg Kommune (1970–2006)
| Strukturdaten       | Strukturdaten     |
| ------------------- | ----------------- |
| Sitz der Verwaltung | Svendborg         |
| Fläche              | 172,80 km²        |
| Einwohner           | 43.052 (2006)     |
| Kommune seit 2007   | Svendborg Kommune |
| Website             | www.svendborg.dk  |

Svendborg Kommune war bis Dezember 2006 eine dänische Kommune im damaligen Fyns Amt im Südosten der Insel Fünen. Sie entstand im Zuge der Kommunalreform im Jahre 1970. Seit Januar 2007 ist sie zusammen mit den ehemaligen Kommunen Egebjerg und Gudme Teil der neuen Svendborg Kommune.

## Bevölkerungsentwicklung
Entwicklung der Einwohnerzahl (1. Januar)
| Jahr      | 1980   | 1985   | 1990   | 1995   | 2000   | 2005   | 2006   |
| --------- | ------ | ------ | ------ | ------ | ------ | ------ | ------ |
| Einwohner | 37.996 | 39.429 | 41.030 | 42.535 | 42.905 | 43.155 | 43.052 |